# Joel Franz Rosell

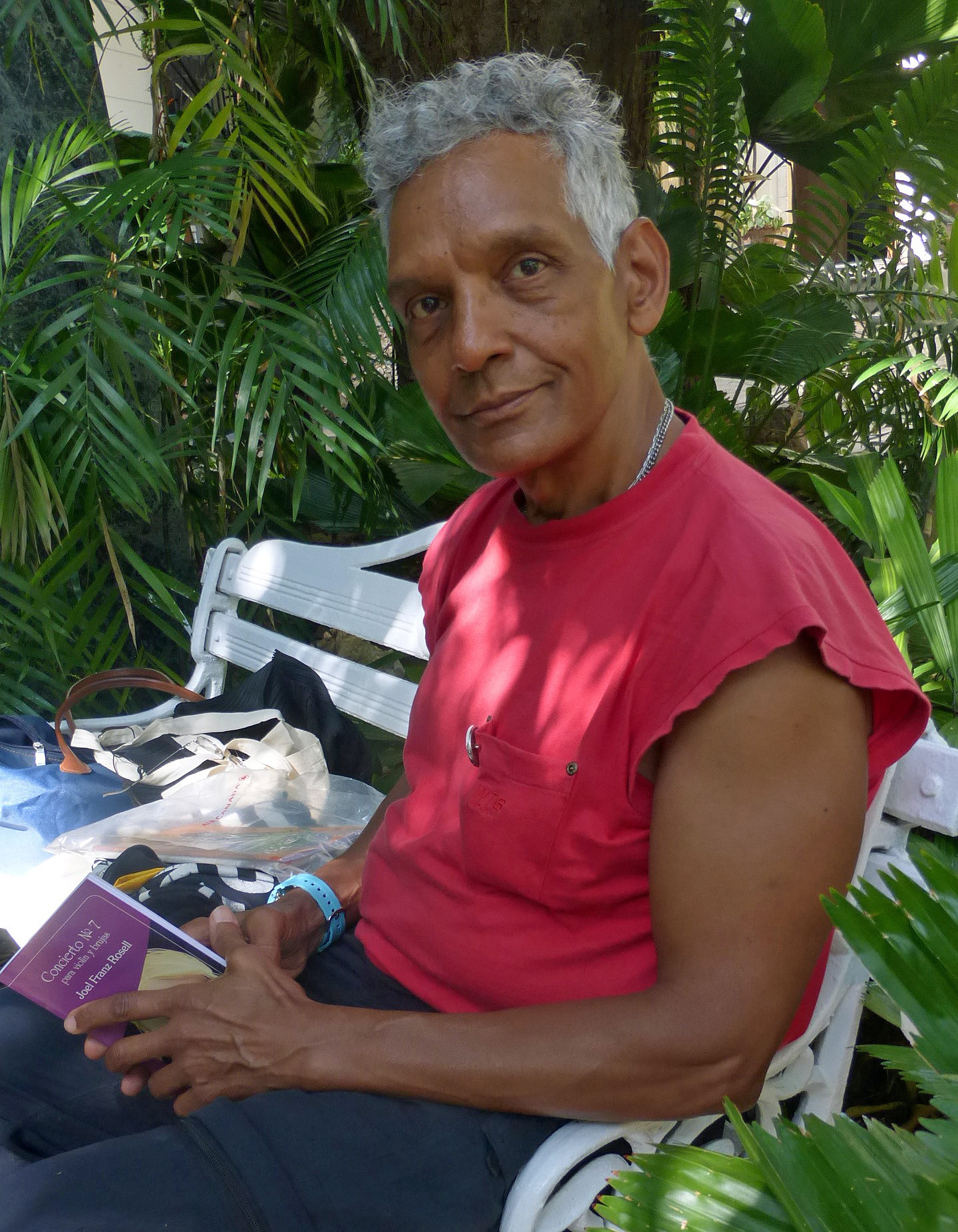

Joel Franz Rosell (Cienfuegos, Cuba, 1954) es un escritor de literatura infantil, así como crítico e ilustrador de libros para niños y jóvenes. 
Autor de una treintena de libros publicados en Argentina, Colombia, Cuba, México, Brasil, España y Francia, varios de los cuales han sido traducidos en hasta nueve idiomas (incluidos el inglés, el chino y el japonés), y de numerosos artículos y ensayos sobre literatura infantil y cultura cubana, ha vivido en Brasil, Dinamarca, Argentina y Francia. Desde 2004 reside en París. Desde 2016 comparte residencia en Santa Clara (Cuba). Nacionalizado francés en 1994.

## Selección bibliográfica
- El secreto del colmillo colgante. La Habana. Editorial Gente Nueva, 1983. Novela detectivesca infantil.
- La lechuza me contó. México. Editorial Progreso, 2004. Ilustraciones de Fabiola Graullera (versión original, 1987: Editorial Oriente, Cuba, con ilustraciones de Vicente Rodríguez Bonachea). Traducido al vasco, con ilustraciones del autor, en 2006. Cuentos ecológicos para niños.
- Los cuentos del mago y el mago del cuento. Ediciones de la Torre. Madrid, 1994. Ilustraciones de Biblioteca de Lastanosa (Francisco Meléndez y Justo Núñez). Primera versión en lengua portuguesa: Sao Paulo, 1991. Cuentos juveniles.
- Aventuras de Rosa de los Vientos y Juan Perico el de los Palotes. Buenos Aires. Alfaguara, 2004. Ilustraciones de Xulián. Primera versión en 1996: Ediciones Capiro (Cuba) y El Arca (España). Traducido al francés en 1998. Distinción The White Ravens (mejores libros infantiles publicados en el mundo) de la Biblioteca Internacional de la Juventud (Alemania). Novela infantil.
- Vuela, Ertico, vuela. Ediciones SM. Madrid, 1997. Novela infantil.
- La literatura infantil: un oficio de centauros y sirenas. Buenos Aires. Lugar Editorial, 2001. Ensayo.
- La Nube. Buenos Aires. Sudamericana, 2001. Libro-álbum.
- La tremenda bruja de La Habana Vieja. Barcelona. Edebé, 2001. Novela infantil.
- Mi tesoro te espera en Cuba. Zaragoza. Edelvives, 2008. Traducido al francés. Novela juvenil.
- El pájaro libro. Madrid. Ediciones SM, 2002. Ilustraciones: Ajubel. Traducido al francés. Cuento. Premio Nacional de Ilustración (España).
- Javi y los leones. Madrid. Edelvives, 2003. Ilustraciones: María RoJas. Cuento.
- Pájaros en la cabeza. Pontevedra. Kalandraka, 2004. Ilustraciones Marta Torrao. Traducido al gallego y al portugués. Cuento.Premio Nacional de Ilustración (Portugal).
- La leyenda de Taita Osongo. México. Fondo de Cultura Económica, 2006. Ediciones en Francia (2004), Brasil (2007), Argentina y Cuba (2010 y 2014) Novela juvenil.
- Exploradores en el lago. Madrid. Alfaguara, 2009. Desde 2017 en la colección Loqueleo. Madrid. Santillana. Novela detectivesca ecológica (desde 10 años).
- La bruja Pelandruja está malucha. Madrid. Ediciones SM, 2010. Cuento.
- Petit chat noir a peur du soir. Paris. Bayard, 2011. Ilustraciones: Beppe Iacobbe. Libro-álbum. Traducciones al inglés y el japonés.
- Sopa de sol. Buenos Aires. Tinta Fresca, 2011. Cuentos
- El paraguas amarillo. Sevilla. Kalandraka, 2012. Ilustraciones: Giulia Frances. Traducido al gallego, al italiano y al chino. Cuento infantil.
- Gatito y el balón. Pontevedra. Kalandraka , 2012. Ilustraciones: Constanze v. Kitzing. Traducido al catalán, gallego, vasco, inglés, italiano, portugués, coreano, chino y francés. Libro-álbum
- Gatito y la nieve. Pontevedra. Kalandraka, 2012. Ilustraciones: Constanze v. Kitzing. Traducido al catalán, gallego, vasco, inglés, italiano, portugués, coreano, chino y francés. Libro-álbum
- El secreto del colmillo dorado. Bogotá. Libros & Libros, 2013. Novela detectivesca juvenil.
- Concierto n°7 para violín y brujas. México. Fondo de Cultura Económica, 2013; Pinar del Río (Cuba). Editorial Cauce, 2014. Traducido al portugués: SESI-SP, Sao Paulo, 2017) Novela juvenil fantástica.
- Había una vez un espantapájaros. Bogotá. Libros & Libros, 2014. Ilustraciones del autor. Cuento.
- Gatito y las vacaciones. Pontevedra. Kalandraka, 2015. Ilustraciones: Constanze v. Kitzing. Libro-álbum. Traducido al catalán, gallego, vasco, inglés, italiano, portugués, coreano, chino y francés. Libro-álbum
- María es pintora. México. Editorial 3 Abejas, 2015. Ilustraciones: David Nieto. Libro-álbum.
- Tito y su misteriosa abuela. La Habana. Gente Nueva, 2015. Ilustraciones: Valerio. Dos noveletas: "Tito, aprende a volar" y "Tito y el amigo misterioso".
- Taita Osongo: el camino del monte.La Habana. Gente Nueva, 2016. Ilustraciones del autor. Cuento.
- Tito y el misterioso Amicus. México. Fondo de Cultura Económica, 2017. Ilustraciones: Luis Safa. Novela juvenil realista-fantástica.
- La Isla de las Alucinaciones. Sevilla. Editorial Premium, 2017.  Premio Avelino Hernández. Novela juvenil.
- Aventuras de Sheila Jólmez, por el docto Juancho. Santa Clara. Editorial Capiro, 2018. Ilustraciones del autor. Novela juvenil.
- Los aventureros de la cometa. Panamericana. Bogotá, 2020; ilustraciones: Jaime Troncoso. ISBN: 978-958-30-5954-4. Novela infantil.
- El plátano aventurero. Edebé. Barcelona, 2020; ilustraciones: Ignasi Blanch. ISBN: 978-84-683-4744-8. Cuento infantil.

## Premios y reconocimientos (selección)
- 1979: Premio Nacional de Talleres Literarios (Cienfuegos, Cuba): “La gran rosa blanca”. Cuento infantil.1984: Premio Nacional Heredia (Santiago de Cuba): “La leyenda del algarrobo y la orquídea”, versión original de La leyenda de Taita Osongo.
- Desde 1995, ocho veces Premio La Rosa Blanca (mejores libros infantiles publicados en un año. Unión de Escritores y Artistas de Cuba): Los cuentos del mago y el mago del cuento (1995), Las aventuras de Rosa de los Vientos y Perico el de los Palotes (1996), Vuela, Ertico, vuela (1997), La Nube (2001), El pájaro libro (2002), Javi y los leones (2003), Pájaros en la cabeza (2004), La leyenda de Taita Osongo (2016).
- 1997 y 2006: Distinción The White Ravens (mejores libros infantiles publicados en el mundo. Biblioteca Internacional de la Juventud, Munich, Alemania): Las aventuras de Rosa de los Vientos y Perico el de los Palotes.
- 2001: Premio de la Ville de Cherbourg-Octeville : Mi tesoro te espera en Cuba.
- 2006: Distinción The White Ravens (mejores libros infantiles publicados en el mundo. Biblioteca Internacional de la Juventud, Munich, Alemania): Pájaros en la cabeza.
- 2009: 100 mejores libros infantiles y juveniles: Banco del Libro (Venezuela): La leyenda de Taita Osongo.
- 2017: Premio Avelino Hernández de Novela Juvenil (Ayuntamiento de Soria): La Isla de las Alucinaciones.